# روبرت سكالي
روبرت سكالي هو لاعب كرة قدم ماليزي، ولد في 20 نوفمبر 1960 في بينانق في ماليزيا. لعب مع نادي برليس ‏.